# Toni Mestrovic
Toni Mestrovic (* 12. Jänner 2000) ist ein österreichischer Fußballspieler.

## Karriere
Mestrovic begann seine Karriere beim ASKÖ Donau Linz. Im November 2010 wechselte er zur Union St. Florian. Zur Saison 2014/15 kam er in die Akademie des FC Admira Wacker Mödling. Zur Saison 2016/17 wechselte er in die Jugend des LASK.
Im Jänner 2017 kehrte er zu Donau Linz zurück, wo er einst seine Karriere begonnen hatte. In zweieinhalb Spielzeiten bei Donau kam er zu 62 Einsätzen in der OÖ Liga, in denen er ein Tor erzielte. Zur Saison 2019/20 schloss er sich der siebtklassigen Union St. Marien an. Für St. Marien kam er zu vier Einsätzen in der 1. Klasse und erzielte dabei drei Tore.
Zur Saison 2020/21 wechselte Mestrovic zu den fünftklassigen Amateuren des FC Blau-Weiß Linz. Im September 2020 stand er gegen den SKU Amstetten erstmals im Profikader der Linzer. Sein Debüt in der 2. Liga gab er schließlich im Oktober 2020, als er am achten Spieltag jener Saison gegen den SK Rapid Wien II in der Nachspielzeit für Fabian Schubert eingewechselt wurde. Dies blieb sein einziger Zweitligaeinsatz in Linz. Nach eineinhalb Jahren bei Blau-Weiß wechselte er im Jänner 2022 zum Regionalligisten Deutschlandsberger SC.